# Demarato
Demarato (Děmaratos, em grego), foi um rei euripôntida de Esparta (515 a.C.-491 a.C.), filho e sucessor de Ariston.
Seu sucessor foi Leotíquides II, um primo distante.

## Nascimento
Aríston teve duas esposas, mas não teve filho com nenhuma delas. Decidido a ter um herdeiro, e desejando a esposa do seu melhor amigo, Ageto, filho de Alcides, ele pensou em uma artimanha para tomá-la.
Aríston combinou com Ageto que eles deveriam trocar presentes, cada um dizendo ao outro o que mais queria das suas propriedades, e fizerem um juramento de cumprir isto. Depois que Ageto recebeu seu presente, Ariston exigiu a esposa de Ageto, e este foi obrigado a entregá-la.
Aríston largou sua segunda esposa, e se casou com a ex-esposa de Ageto. Menos de dez meses depois, quando Aríston, em reunião com os éforos, recebeu a noticia do nascimento de Demarato, ele fez as contas e disse em voz alta que o filho não era dele. Porém, quando Demarato cresceu, Aríston se convenceu de que ele era seu filho.

## Reinado
Demarato sucedeu a seu suposto pai, Ariston. Como rei, é conhecido principalmente por sua oposição ao outro rei, Cleômenes I.
Em 506 a.C., ele e Cleômenes lideraram uma expedição contra Atenas, mas acabaram brigando e a expedição fracassou. Em 501 a.C., Atenas pediu a Esparta que punisse Egina, por ter dado "terra e água" (símbolos da submissão) à Pérsia. Cleômenes prontificou-se a fazê-lo, mas foi mal sucedido, devido à interferência de Demarato. Em retaliação, Cleômenes conseguiu que Demarato fosse destituído da função real, sob a alegação de não ser filho legítimo do rei Ariston, mas de Ageto, primeiro marido de sua mãe.

## Após a deposição
Logo após a deposição, Demarato perguntou à sua mãe quem era seu pai; ela responde que, na terceira noite em que ela estava na casa de Aríston, apareceu um homem igual a Aríston, e que deixou umas grinaldas com ela. Quando Aríston ouviu esta história, e negou que foi ele que deixou as grinaldas, o casal concluiu que quem esteve lá era o herói Astrabacus, de um templo próximo; assim, Demarato seria filho de Aríston ou filho de um deus.
Fugindo para a Pérsia, Demarato foi bem recebido por Dario I, que lhe concedeu as cidades de Pérgamo, Teutrania e Halisarna, onde seus descendentes governaram até o começo do Século IV a.C..
Quando da invasão da Grécia, em 489 a.C., Demarato serviu a Xerxes I como conselheiro, tendo lhe advertido a não subestimar os espartanos de Leônidas, nas Termópilas.

## Demarato no Cinema
- The 300 spartans, onde ele é vivido pelo ator Ivan Triesault

### Literatura
- Bowder, Diana - "Quem foi quem na Grécia Antiga", São Paulo, Art Editora/Círculo do Livro S/A, s/d